# Saint Seiya: Meiō Iden – Dark Wing
Saint Seiya: Meiō Iden – Dark Wing (em japonês:  聖闘士星矢 冥王異伝 ダークウィング, transl. Seinto Seiya Meiō Iden Dāku Uingu, "Saint Seiya: Outra História de Hades – Asa Sombria") é uma série de mangá japonesa escrita por Kenji Saitō e ilustrada por Shinshū Ueda. É um spin-off da série de mangá original de Masami Kuramada, Saint Seiya. O mangá começou na revista de mangá seinen da Akita Shoten, Champion Red, em dezembro de 2020.

## Enredo
A história segue um garoto comum do ensino médio que, após um certo incidente, acorda na terra dos mortos.

## Personagens

### Exército de Atena
- Atena
- Teseus de Áries (牡羊座のテセウス, Ariesu no Teseusu)
- Ain de Touro (牡牛座のアイン, Taurusu no Ain)
- Sojiro de Gêmeos (双子座の惣次郎, Jemini no Sōjirō)
- Crematório de Câncer (蟹座のクリマトーリオ, Kyansā no Kurimatōrio)
- Vassilios de Leão (獅子座のヴァシリオス, Reo no Vashiriosu)
- Renge de Virgem (乙女座のレンゲ, Barugo no Renge)
- Kōgetsuki de Libra (天秤座の紅月姫, Raibura no Kōgetsuki)
- Eulalia de Escorpião (蠍座のエウラリア, Sukōpion no Euraria)
- Sagitário
- Eito de Capricórnio (山羊座の詠斗, Kapurikōn no Eito)
- Tristan de Aquário (水瓶座のトリスタン, Akueriasu no Torisutan)
- Alfried de Peixes (魚座のアルフリード, Pisukesu no Arufurīdo)

### Exército de Hades
- Hades
- Pandora

#### Juízes do Submundo
- Shōichirō de Wyvern (ワイバーンの翔一郎, Waibān no Shōichirō)
- Matsuri de Garuda (ガルーダのマツリ, Garūda no Matsuri)
- Julius de Griffon (グリフォンのジュリアス, Gurifon no Juriasu)

#### Espectros
- Charlotte de Necromancer (ネクロマンサーのシャルロット, Nekuromansā no Sharurotto)
- Suzuri de Lélape (ライラプスの鈴里, Rairapusu no Suzuri)
- Zhu de Harpia (ハーピーの朱, Hāpī no Shū)
- Esther de Esfinge (スフィンクスのエステル, Sufinkusu no Esuteru)

## Publicação
Escrito por Kenji Saitō e ilustrado por Shinshū Ueda, Saint Seiya: Meiō Iden - Dark Wing começou na revista de mangá seinen da Akita Shoten, Champion Red, em 19 de dezembro de 2020.

### Lista de volumes
| - 001. "Jovem Asa Sombria" (黒翼の少年, Kuro Tsubasa no Shōnen) - 002. "A missão do Rei do Submundo" (冥王の使命, Meiō no Shimei) - 003. "Jovem de Gêmeos" (双子座の少年, Futagoza no Shōnen) - 004. "Pensamentos de Plutão" (冥王星の思感, Meiōsei no Shitau-kan) - 005. "Meteoro de Sagitário" (射手座の流星, Iteza no Ryūsei) |

| - 006. "Servo da Princesa do Submundo" (冥界姫の従者, Meikai Hime no Jūsha) - 007. "Agente de Justiça" (正義の代行者, Seigi no Daikōsha) - 008. "Microcosmo Violento" (暴虐の小宇宙, Bōgyaku no Shōuchū) - 009. "Despertar da Deusa" (女神の覚醒, Megami no Kakusei) - 010. "Cavaleiros de Ouro" (黄金聖闘士, Gōrudo Seinto) |

### Capítulos ainda não no formatotankōbon
- 011. "Pandora" (パンドラ), publicado em 19 de janeiro de 2022.
- 012. "Despertar" (目覚め, Mezame), publicado em 19 de fevereiro de 2022.